# Robert Mordak
Robert Dariusz Mordak (ur. 23 maja 1964 w Radomiu) – polski architekt i polityk, poseł na Sejm VIII kadencji.

## Życiorys
Z zawodu architekt, w 2007 ukończył studia na Wydziale Budownictwa, Architektury i Inżynierii Środowiska Politechniki Łódzkiej. Absolwent studiów podyplomowych z charakterystyki energetycznej budynku w Wyższej Szkole Ekologii i Zarządzania w Warszawie oraz z urbanistyki i gospodarki przestrzennej na Politechnice Warszawskiej. Pracował m.in. w Miejskiej Pracowni Urbanistycznej w Radomiu (do kwietnia 2015). Był działaczem Ligi Republikańskiej.
W 1998 z listy Akcji Wyborczej Solidarność, w 2002 z listy KWW Prawy Radom oraz w 2010 z ramienia Prawa i Sprawiedliwości bezskutecznie kandydował do radomskiej rady miejskiej. W wyborach parlamentarnych w 2015 kandydował do Sejmu w okręgu radomskim z pierwszego miejsca na liście komitetu wyborczego wyborców Kukiz’15, zorganizowanego przez Pawła Kukiza. Uzyskał mandat posła VIII kadencji, otrzymując 7781 głosów. W 2018 wystartował z ramienia KWW Kukiz’15 na urząd prezydenta Radomia, zdobywając 2,89% poparcia i zajmując czwarte miejsce wśród sześciu kandydatów. W 2019 został kandydatem do Sejmu z pierwszego miejsca listy PSL (w ramach Koalicji Polskiej i porozumienia PSL z Kukiz’15) w okręgu podwarszawskim; nie uzyskał wówczas poselskiej reelekcji. W 2023 znalazł się wśród wnioskujących o rejestrację i członków zarządu krajowego związanej z ruchem Pawła Kukiza partii Kukiz15.